# Palicourea croceoides
Palicourea croceoides är en måreväxtart som beskrevs av William Hamilton. Palicourea croceoides ingår i släktet Palicourea och familjen måreväxter. Inga underarter finns listade i Catalogue of Life.